# ベルクシュトラーセ
ベルクシュトラーセ（Bergstraße）はドイツ観光街道の一つ。直訳すれば「山街道」であるが、ここでいう山は峻険なそれではなく、標高150m前後の高原地の南向きの温暖な斜面にブドウ畑が連なる穏やかな山里である。ヘッセン州南部のダルムシュタットから南下し、バーデン＝ヴュルテンベルク州ハイデルベルクの南ヴィースロッホに至る。小高い丘陵地が続くオーデンヴァルトの西端にあたり、温暖な気候で古くから知られていた。ローマ時代にはすでにラテン語の「ストラータ・モンタナ」として知られており、その温暖な気候を利用して農場や別荘が作られていた。当時の遺跡も数多く遺されている。古くからこの名で呼ばれていたため、ドイツ語の「ベルクシュトラーセ」は観光街道の名称と言うよりも、この付近一帯を指す地域（Kreis）の名称として定着している。温暖な高原性の気候は、アーモンドや桃をはじめとする豊かな果実を育て、優れたワイン(「ドイツのワイン」参照)を生み出す。ローマ時代の遺跡、ロルシュの修道院跡、ハイデルベルクを初めとして点在する古城跡と、観光資源にも恵まれている。フランクフルトやマンハイムといった都市から近く、交通の便が良いこともあって、避暑や休暇に人気の高い地域であり、国内外から多くの観光客が訪れている。
この街道を中心とした地域は「ベルクシュトラーセ・オーデンヴァルトユネスコ世界ジオパーク」に指定されている。

## 行程（主な町）

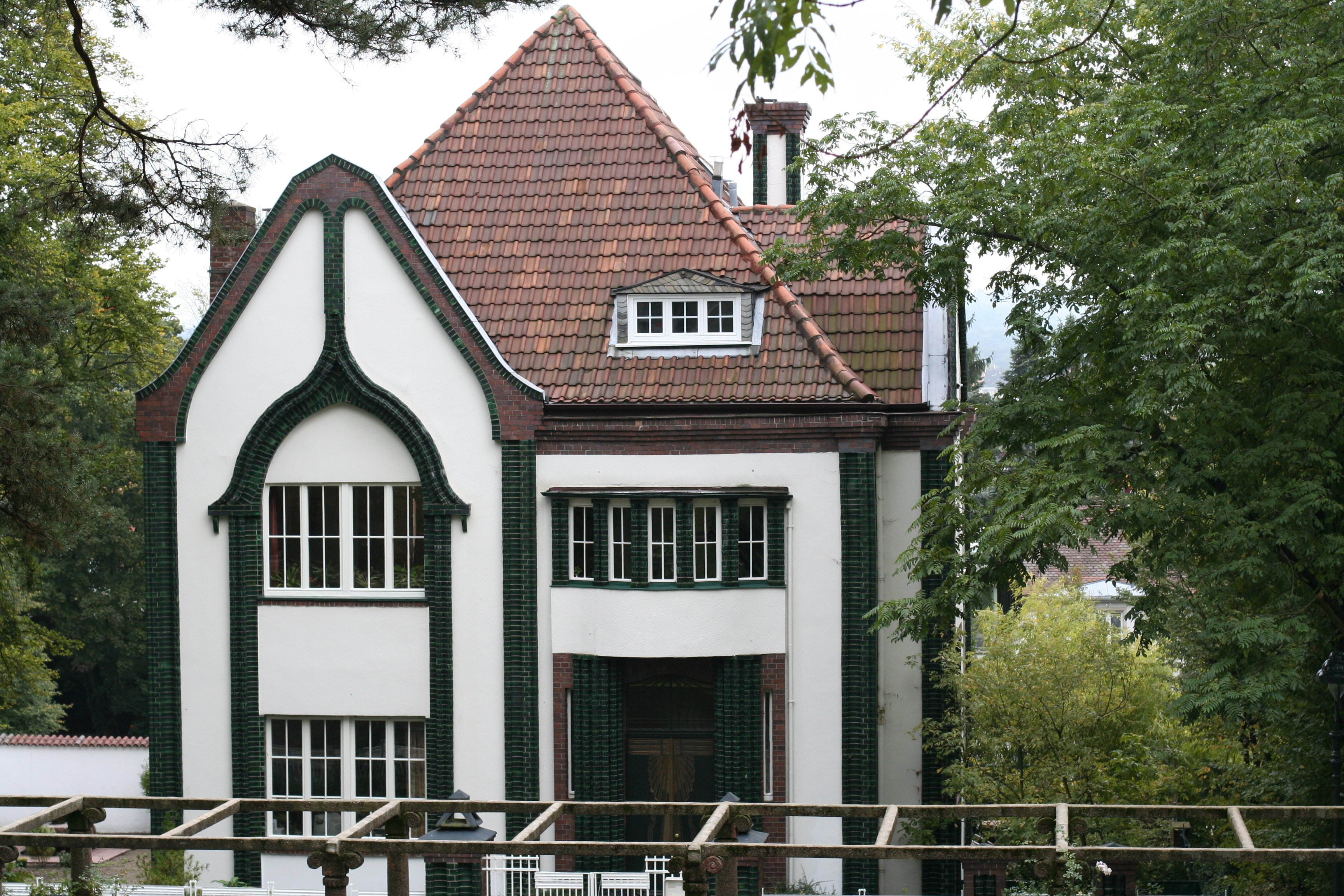
ペーター・ベーレンス邸

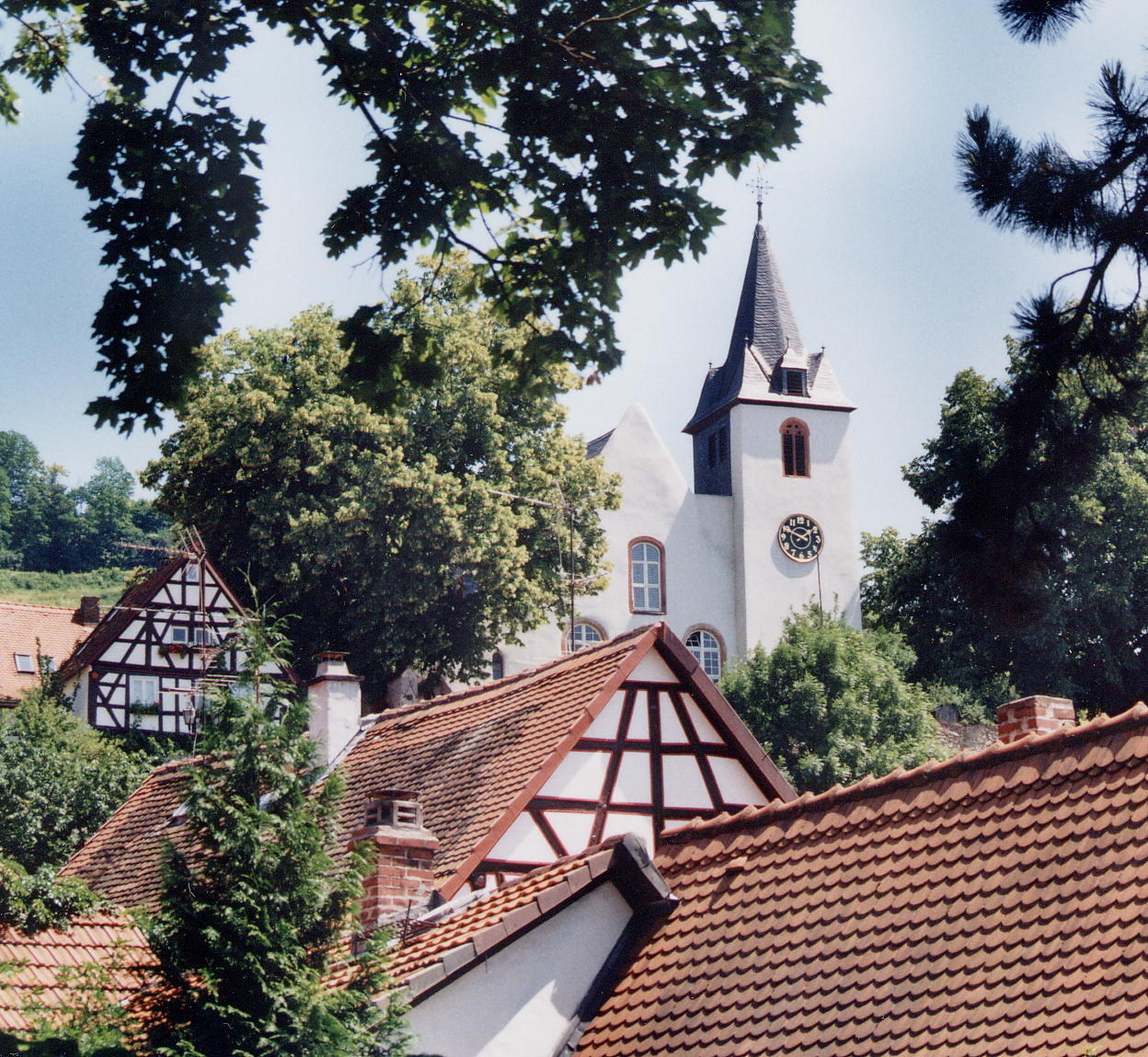
ツヴィンゲンベルクの山の教会

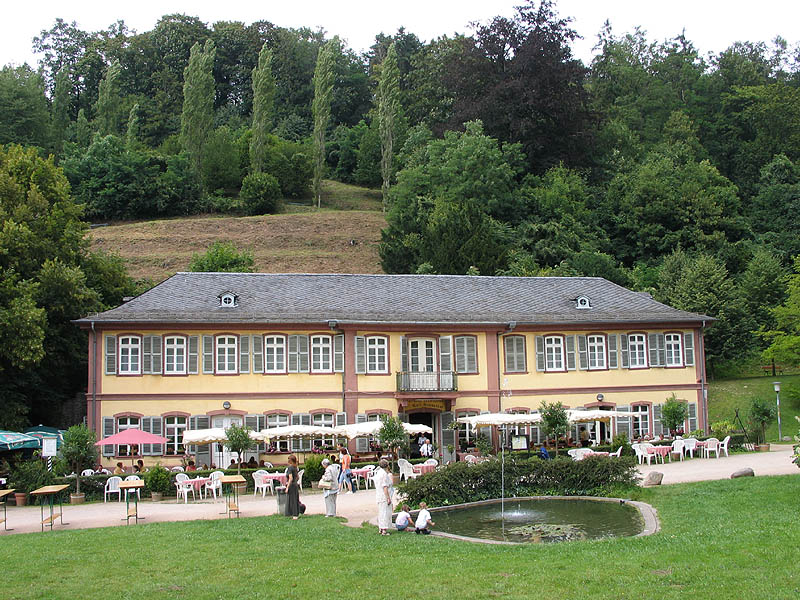
ベンスハイムの侯爵の夏の館

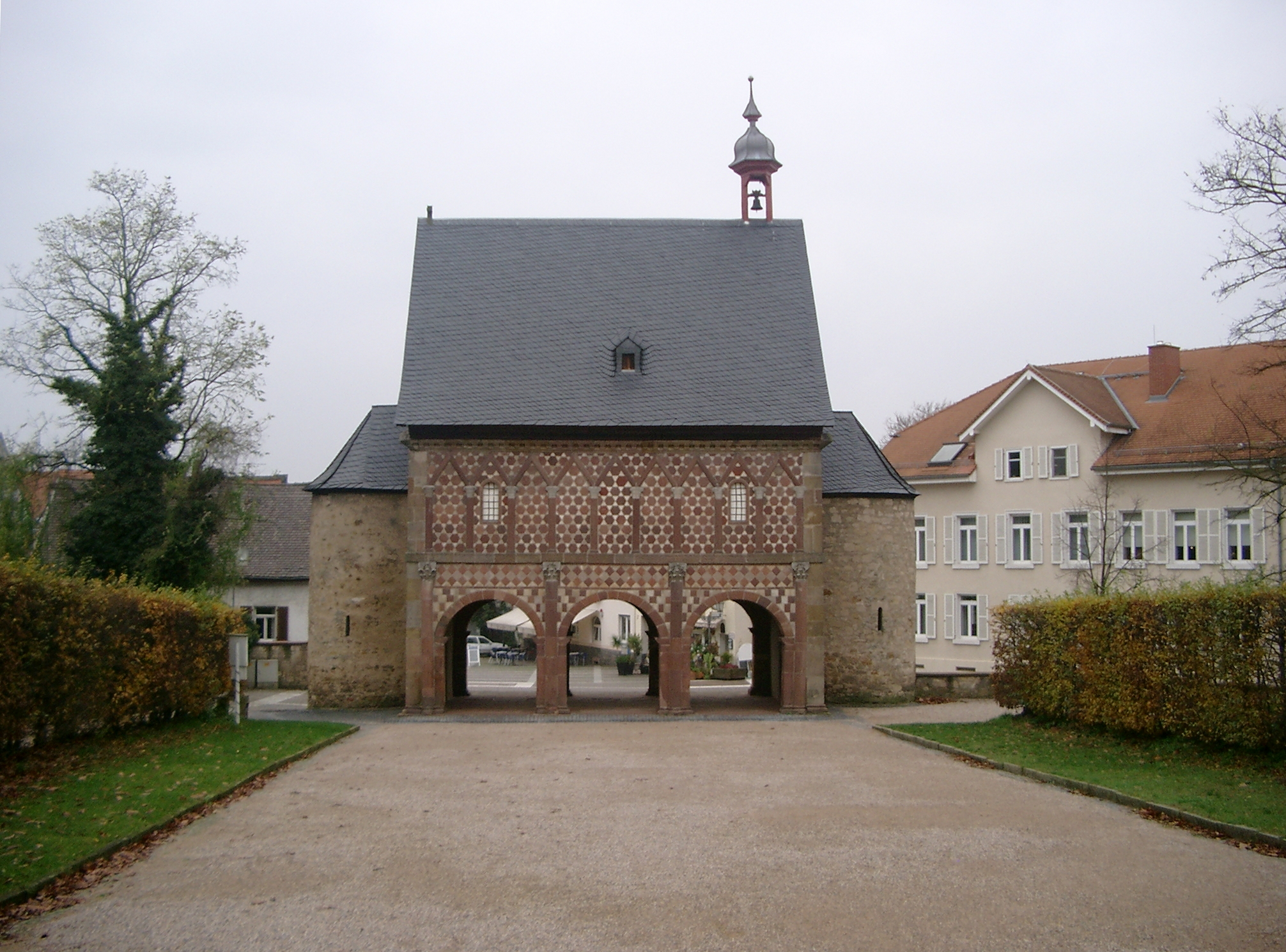
ロルシュ修道院跡

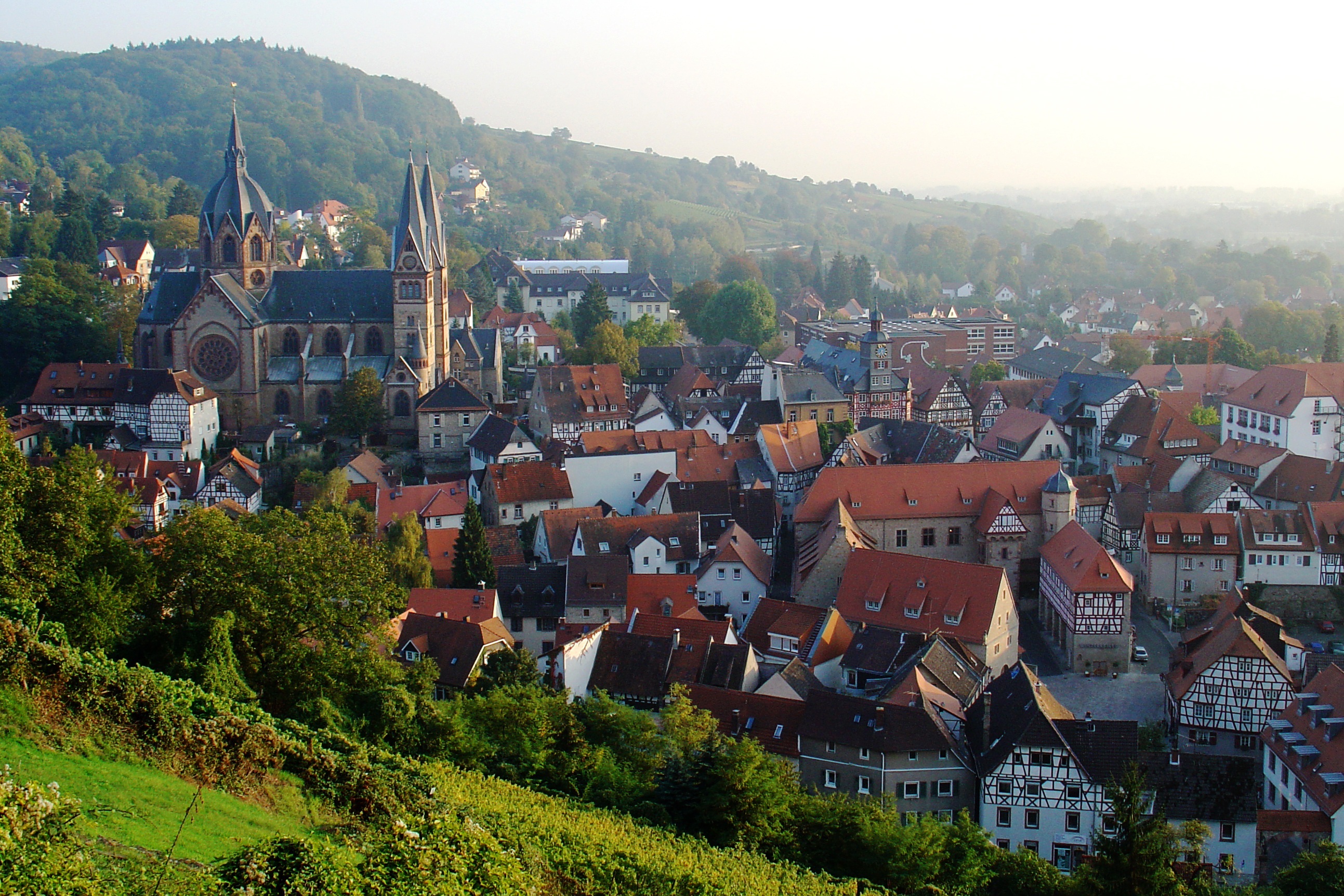
ヘッペンハイムの町並み

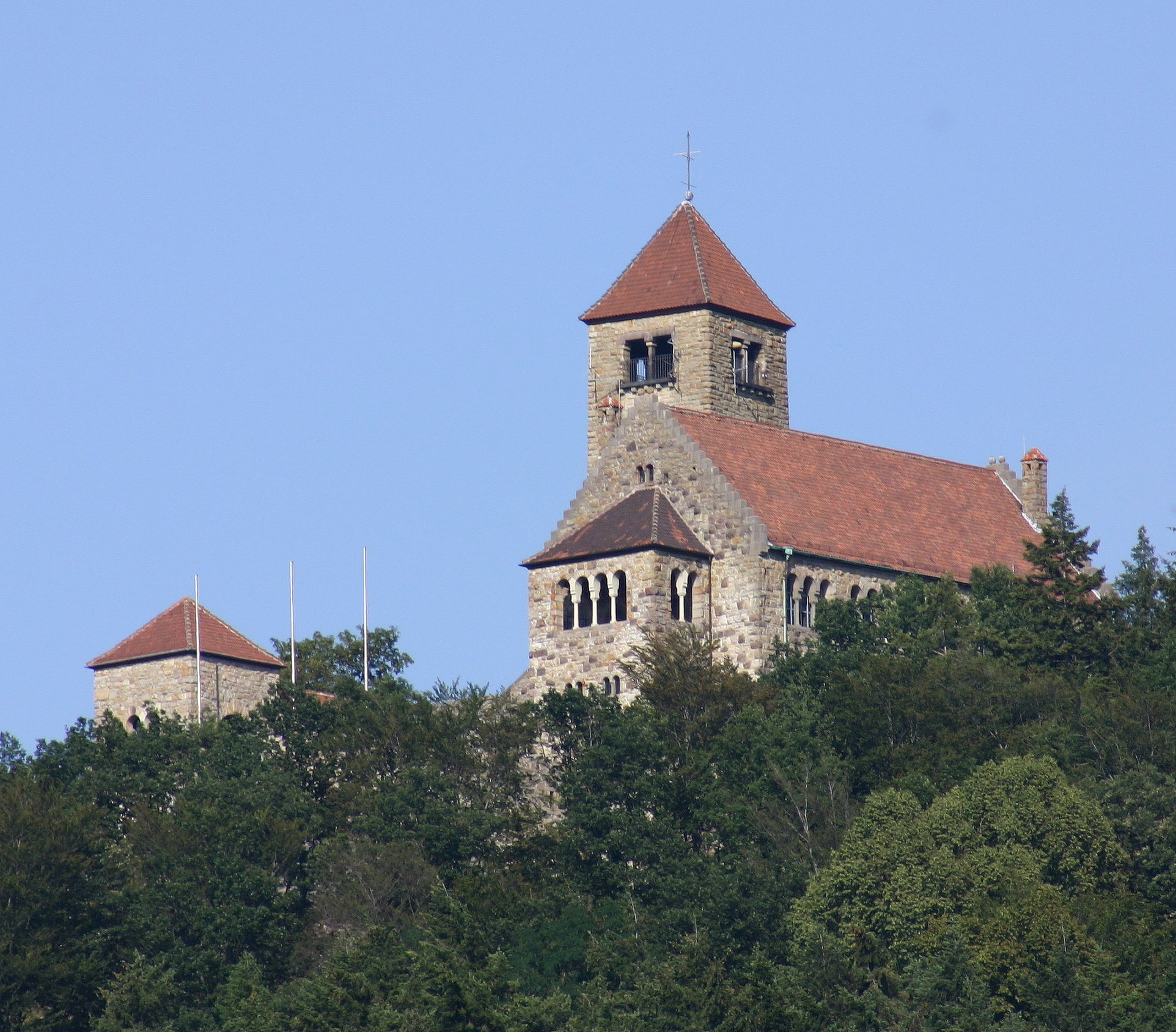
ヴァッヘンブルク城

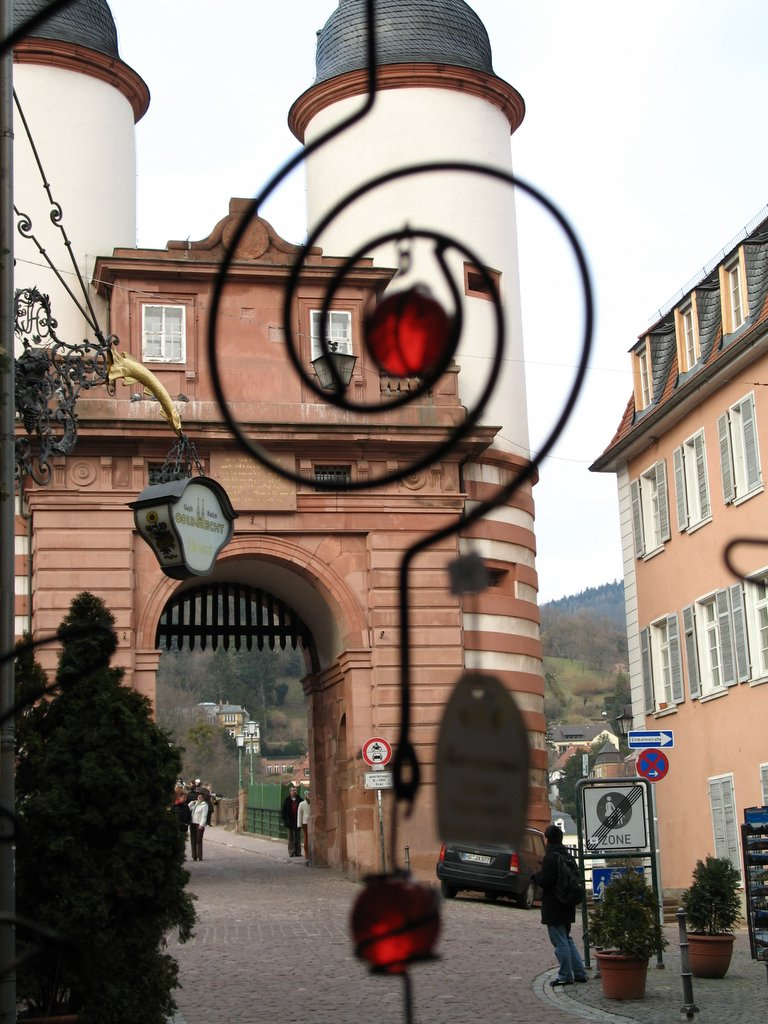
ハイデルベルク、アルテ・ブリュッケの塔門

行程を北から南へ向かってたどる。
ダルムシュタット (Darmstadt)
ダルムシュタットは、現代音楽講習会やユーゲントシュティール様式の建築に代表される芸術と文化の町である。マチルダの丘は、ヨゼフ・マリア・オルブリッヒにより芸術家村として整備され、彼の手による建築やペーター・ベーレンス自身の作による自邸といったユーゲントシュティール様式の邸宅が点在する。同じ丘にあるロシア風の教会や中心部のルイーズ広場、郊外には狩の城館クラニッヒシュタインと見所は多い。
ゼーハイム＝ユーゲンハイム (Seeheim-Jugenheim)
ローマ人が持ち込んだアーモンドや栗が実る、古くから避暑地として知られた土地で「ドイツのリヴィエラ」の異名を持つ。泡沫会社乱立時代と呼ばれる1870年代には、あらゆる様式の邸宅が建ち並ぶ高級住宅地となっていた。現在では遊歩道や屋外プールを備えた美食のリゾートとなっている。
ビッケンバッハ (Bickenbach)
交通の便が良い場所に位置しており、休日にはエーレン湖で釣りを愉しむために人々が訪れる保養地である。1950年以降毎年行われている民俗祭が人気で、多くの観光客を集めている。
アルスバッハ＝ヘーンライン (Alsbach-Hähnlein)
標高517mのメリボクス山を背景に、散策路や登山路が整備されている。特に春はオーデンヴァルトの新緑と丘陵地の花々が魅力的。また、750年以上の歴史を誇るアルスバッハ城からはライン川まで見渡すことができる。
ツヴィンゲンベルク (Zwingenberg)
1258年に創立した山の教会を中心とした町。旧市街は入り組んだ露地と急勾配の階段で構成され、角を曲がると中世さながらの木組み住宅や小さな広場が現れ、その先にはまた新たな角が現れる。観光客には教会の祭りや旧市街の夏祭りが人気。
ベンスハイム (Bensheim)
ベンスハイムはワインの名産地として知られ、「ワインと花の町」と讃えられる。9月のブドウ収穫祭、5月のワイン業者祭にはとりわけ多くの人々が訪れるが、市内のワイン酒場では年中美味しいワインと美食を愉しむことができる。旧市街の木組み住宅の町並みも見所の一つ。郊外のアウエルバッハ地区には、13世紀の無骨なアウエルバッハ城や、18世紀の優美なヘッセン方伯の夏の館があり、歴史の奥行きを感じることができる。レクリエーション施設も充実しており、「ブドウ畑の小径」、「花の小径」といった名前の付けられたハイキングコース網が整備され、人気である。
ベルクシュトラーセはベンスハイムからロルシュまでニーベルンゲン街道、ロルシュからヘッペンハイムまでジークフリート街道という観光街道と共通の行程をたどる。
ロルシュ (Lorsch)
連邦道路B5はベンスハイムからまっすぐに南下しヘッペンハイムに入るが、観光街道としてのベルクシュトラーセはベンスハイムから西南西に約5km離れたロルシュに向かう。ロルシュには、ユネスコの世界遺産にロルシュの王立修道院とアルテンミュンスターとして登録された修道院跡が遺る。この門はカロリング朝時代の遺構で、ドイツで最も古い建造物の一つである。
ヘッペンハイム (Heppenheim)
古くからロルシュの修道院と密接な関係にある町。修道院を護るために1065年に建設されたシュタルケン城(Starkenburg)の丘の麓にある町。町の中心である聖ペーター聖堂からマルクト広場にかけては中世さながらの木組み住宅が建ち並ぶ。ユストゥス・フォン・リービッヒが住み込んだ薬局や博物館、ワイン市場や祝祭など観光資源にも恵まれている。この町からジークフリート街道は東へ向かう。
ラウデンバッハ (Laudenbach)
ライン平野を臨む眺望のよい地であり、丘陵地ではブドウ栽培が盛ん。野外教育施設が充実している。
ヘムスバッハ (Hemsbach)
ロトシルト城、十分の一税倉庫、旧市庁舎、聖ラウレンティウス教会を持つ歴史の町。ヴィーゼン湖での水遊びや、ネッカー渓谷への散策旅行も楽しめる。
ヴァインハイム (Weinheim)
2つの城をシンボルに持つ町。12世紀に建てられたヴィンデック城 (Burg Windeck)は1674年にフランス軍の攻撃によって破壊され塔とわずかな城壁を遺す廃墟となっている。もう一つのヴァッヘンブルク城は、外観こそ中世風であるが、ドイツで2番目に古い学生組合であるヴァインハイム・シニオーレン・コンヴェクト (WSC) の本部、会議場として20世紀になってから建設されたものである。
ヒルシュベルク・アン・デア・ベルクシュトラーセ (Hirschberg an der Bergstraße)
緩やかな丘陵地の斜面にあり、豊かな果実が実る土地である。グロスザクセン地区には、紀元前500年前後、後期鉄器時代にあたるラ・テーヌ期のケルト人の遺跡や、ローマ時代のゲストハウスである「ヴィラ・ルスティカ」(de:Villa rustica)の遺跡も見つかっており、古くから人が住み着いていたことが分かる。聖ヨハネス巡礼教会には「黒い聖母」があり、信仰を集めている。
シュリースハイム (Schriesheim)
ヴァインハイムとハイデルベルクの間に位置しており、30年戦争の舞台の一つである。古い市庁舎が残る旧市街、テオ・ケルグ博物館、クリスチャン＝マイアー天文台、観光鉱山「アンナ＝エリーザベト坑」、歴史に残るワイン畑「マドーネンベルク（聖母の山）」などが見所。シュトラーレンベルク城址からのライン平野の眺望はすばらしい。
ラーデンブルク (Ladenburg)
紀元1世紀から続く古い歴史の街で、旧市街祭りの市の日は多くの人で賑わう。自動車を発明し、ベンツ社を創設したカール・ベンツ終焉の地であり、カール・ベンツ自動車博物館並びにギャラリーが人気。
ドッセンハイム (Dossenheim)
ハイデルベルク (Heidelberg)
古い城下町であり、ドイツ最古の歴史を誇る大学を擁する学園都市であり、その大学を舞台にした戯曲『アルト・ハイデルベルク』と古城址で名高い国際的な観光都市でもある。ファンタスティック街道の起点になっており、古城街道もこの街を経由して行く。年間を通して多くの観光客が訪れる街である。
ライメン (Leimen)
ヌスロッホ (Nußloch)
スポーツ施設が充実しており、保養地として人気の町。カトリックのバロック教会やルター派の小教会も見所である。
ヴィースロッホ (Wiesloch)
ベルクシュトラーセの終着地ヴィースロッホは典型的なワイン町である。周囲にはワイン山が広がり、訪れる人たちの散策の的となっている。またラウエンベルク地区の郷土博物館は、かつてのワイン業者の館を改造したワイン博物館であり、巨大なワイン搾り器や樽職人の職場などが展示されている。14世紀の市壁の名残や1077年に記録されている市教会、18世紀の聖ラオレンティウス教区教会などの旧市街も楽しめる。

## 外部サイト
- 観光街道「ベルクシュトラーセ」ホームページ（ドイツ語）